# In My Arms (pesem, Kylie Minogue)
»In My Arms« je pesem avstralske pevke Kylie Minogue, izdana preko njenega desetega glasbenega albuma, X (2007). Napisali so jo Kylie Minogue, Calvin Harris, Richard »Biff« Stannard, Paul Harris in Julian Peake, producirala pa Calvin Harris in Richard »Biff« Stannard. Pesem »In My Arms« so 15. februarja 2008 v Evropi izdali kot drugi singl z albuma X, 5. maja 2008 pa kot tretji singl v Avstraliji in Združenem kraljestvu. To je bil prvi singl Kylie Minogue, izdan tudi na gramofonski plošči, od pesmi »Some Kind of Bliss«, izdane leta 1997.

## Sprejem kritikov
Pesem »In My Arms« je s strani pop glasbenih kritikov prejela v glavnem pozitivne ocene. Tom Ewing je v oceni revije Pitchfork Media pesem primerjal z deli francoskega elektro dueta in napisal, da Kylie Minogue »skače naokrog ob veseli melodiji«. Novinar revije Prefix Magazine, Bruce Scott, je pesem opisal kot »zabavno pesem« z »veliko poudarka na sintetizatorju« in napisal, da je pesem »polna tistega šarma, ki so ga imele vse prejšnje uspešnice Kylie Minogue, kot je tudi pesem 'Love at First Sight'.« Po mnenju Evana Sawdeyja iz revije PopMatters je singl »pesem, ki zahteva vašo popolno pozornost.«
Mark Sutherland iz revije Billboard je pesem pohvalil in zraven napisal: »V njej boste iskali nečimernost in stvari, ki bi vas spomile na osebne travme, ki jih je pevka doživela pred kratkim, a našli boste le veliko srca in duše [...] To je ena od najboljših melodij, ki jih je Kylie Minogue izdala v zadnjem času.« Peter Robinson iz revije The Observer jec napisal, da je pesem »ena od tistih pesmi, ki jih preprosto morajo vključiti na kompilacije z največjimi uspešnicami.« Jax Spike s spletne strani About.com je napisal, da je pesem opisal kot singl, »ki lahko navduši vsakogar in je definitivno pesem, s katero si lahko skrajšate čas na ulici, polni skejterjev.«
Kljub temu so nekateri kritiki pesmi »In My Arms« pesmi dodelili tudi negativne ocene. V oceni za spletno stran Allmusic je Christopher True napisal, da ga pesem »In My Arms« ni navdušila, saj naj bi bila »hladna, preračunljiva dance-pop« pesem. Joan Anderman iz revije The Boston Globe je pesem opisala kot »ledeno dance-pop himno.« Dave Hughes iz revije Slant je napisal, da pesem » 'In My Arms', ki jo je produciral Calvin Harris v skorajda punk stilu, me spominja na neonsko oranžno perje.«

## Dosežki na glasbenih lestvicah
Na belgijski, natančneje flandrijski glasbeni lestvici, je pesem 3. februarja 2008 debitirala na triintridesetem mestu. Že naslednji teden je zasedla štirinajsto mesto. Pesem je bila dokaj uspešna tudi na valonski glasbeni lestvici, kjer je zasedla enajsto mesto. Pesem »In My Arms« je zasedla osmo mesto na grški in nemški glasbeni lestvici, kjer je pesem postala njen prvi singl po pesmi »Slow«, izdani leta 2003, ki se ji je uspelo uvrstiti med prvih deset pesmi na nemški lestvici. Poleg tega je pesem zasedla tudi eno od prvih desetih mest na francoski lestvici in drugo mesto na lestvici najbolje digitalno prodajanih pesmi v Franciji, kjer je pesem tako postala največja francoska uspešnica Kylie Minogue od pesmi »Can't Get You Out of My Head«, izdane leta 2001. Pesem je zasedla tudi eno od prvih petih mest na češki in turški glasbeni lestvici, eno izmed prvih desetih mest na švicarski in slovaški lestvici ter eno izmed prvih dvajsetih mest na nizozemski, avstrijski, irski in švedski lestvici.
Pesem je na britanski glasbeni lestvici debitirala na devetinšestdesetem mestu, in sicer le na podlagi izvodov, prodanih preko interneta; čez tri tedne je pesem zasedla deseto mesto. V Avstraliji je pesem »In My Arms« postala najslabše prodajani singl Kylie Minogue v zadnjem desetletju (slabše se je prodajal le singl »Cowboy Style« iz leta 1998), saj je le dva tedna preživel na enem od prvih petdesetih mest avstralske glasbene lestvice. Čeprav pesem tamkaj uradno ni izšla kot singl, je v Združenih državah Amerike pesem postala ena od največkrat predvajanih pesmi na ameriških radijih že prvi dan po izidu na ameriških radijih.

## Videospot
Videospot za pesem »In My Arms« je režirala Melina Matsoukas, posneli pa so ga v Los Angelesu, Kalifornija, skupaj z videospotom za pesem »Wow«. Razdeljen je na pet delov: v prvem Kylie Minogue, oblečena v belo in škrlatno karirasto obleko, ki jo je oblikoval Gareth Pugh (obleko je že prejšnje leto nosila pevka Róisín Murphy v videospotu za svojo pesem »Overpowered«), nosi futuristična očala; v drugem Kylie Minogue poje v mikrofon v modrem snemalnem studiju; v tretjem pleše skupaj s skupino spremljevalnih plesalcev; v četrtem oblečena v rumeno obleko pleše v rožnati škatli; v zadnjem pa, oblečena v obleko znamke Dolce & Gabbana, pleše pred velikanskim oboževalcem. Ob koncu videospota se vseh pet prizorov med seboj pomeša in nazadnje zbledi. Videospot se je 29. januarja 2008 premierno predvajal na internetu. Na evropskih televizijskih kanalih se je pesem prvič predvajala 31. januarja 2008. Videospot za pesem »In My Arms« je največkrat ogledani videospot Kylie Minogue na YouTubeu; do 21. marca 2011 si ga je ogledalo več kot 14 milijonov gledalcev.

## Španska različica
Založbo EMI Music je zgodaj leta 2008 mehiškega pevca Aleksa Synteka prosila, naj posname nekaj delov pesmi v španščini. Pesem so prvič izdali preko uradnega kanala Aleksa Synteka na YouTubeu 24. aprila 2008, kasneje pa sta založba EMI in tiskovni predstavnik mehiškega pevca potrdila, da bodo pesem v zadnjem tednu v aprilu izdali tudi na radiju. Pesem so vključili tudi na kompilacijo Aleksa Synteka, Best of 1988–2008, ki so ga v Mehiki izdali junija 2008. Izdali so jo tudi preko posebne mehiške izdaje albuma X, ki so jo nameravali izdati že maja, a so jo nazadnje izdali šele 26. avgusta 2008.

## Seznam verzij
| Evropski CD s singlom #1 1. »In My Arms« – 3:32 2. »Cherry Bomb« – 4:16 Evropski CD s singlom #2 1. »In My Arms« – 3:32 2. »Do It Again« – 3:23 3. »Carried Away« – 3:15 Evropska gramofonska plošča s singlom A1. »In My Arms« – 3:32 B1. »In My Arms« (Spitzerjev remix) – 5:05 B2. »In My Arms« (remix Sebastiena Legerja) – 7:05 Britanski CD s singlom #1 1. »In My Arms« – 3:32 2. »Can't Get You Out of My Head« (remix Grega Kurstina) – 4:04 Britanski CD s singlom #2 1. »In My Arms« – 3:32 2. »In My Arms« (Deathov metal disko remix) – 5:43 3. »In My Arms« (remix Sebastiena Legerja) – 7:05 4. »In My Arms« (videospot) | Britanska gramofonska plošča s singlom A. »In My Arms« – 3:32 B. »Can't Get You Out of My Head« (remix Grega Kurstina) – 4:04 Avstralski CD s singlom 1. »In My Arms« – 3:32 2. »In My Arms« (Deathov metal disko remix) – 5:43 3. »In My Arms« (remix Sebastiena Legerja) – 7:05 4. »Can't Get You Out of My Head« (remix Grega Kurstina) – 4:05 Britanski/novozelandski/avstralski/ameriški iTunesov EP (4. maj 2008) 1. »In My Arms« – 3:34 2. »In My Arms« (vokalni remix Chrisa Lakea) – 6:35 3. »In My Arms« (remix Sebastiena Legerja) – 7:03 4. »In My Arms« (remix Stevea Pitrona & Maxa Sanne) – 6:43 5. »In My Arms« (Spitzerjev remix) – 3:33 6. »In My Arms« (Deathov metal disko remix) – 5:41 (Ta format so v nekaterih regijah izdali z drugačno naslovnico.) Mehiška digitalna izdaja #3 (14. julij 2008) 1. »In My Arms« (skupaj z Aleksom Syntekom) – 3:32 |

## Ostali ustvarjalci
- Kylie Minogue – glavni vokali
- Calvin Harris – producent
- Richard »Biff« Stannard – producent
- Geoff Pesche – urejanje

Vir: opombe z albuma X.

## Dosežki
| Lestvica (2008)                        | Dosežek |
| -------------------------------------- | ------- |
| Argentina (CAPIF)                      | 1 (4)   |
| Avstralija (ARIA)                      | 35      |
| Avstrija (Ö3 Austria Top 40)           | 16      |
| Belgija (Flandrija; Ultratop 50)       | 10      |
| Belgija (Valonija; Ultratop 40)        | 11      |
| Češka (Rádio Top 100 Oficiální)        | 2       |
| Danska (Tracklisten)                   | 36      |
| Nizozemska (Dutch Top 40)              | 33      |
| Evropa (European Hot 100 Singles)      | 15      |
| Romunija (Romanian Top 100)            | 1       |
| Francija (SNEP)                        | 10      |
| Nemčija (Media Control AG)             | 8       |
| Irska (IRMA)                           | 15      |
| Slovaška (Rádio Top 100 Oficiálna)     | 6       |
| Švedska (Sverigetopplistan)            | 15      |
| Švica                                  | 10      |
| Združeno kraljestvo (UK Singles Chart) | 10      |

| Lestvica (2008)                        | Dosežek |
| -------------------------------------- | ------- |
| Argentina (CAPIF)                      | 20      |
| Avstrija (Ö3 Austria Top 40)           | 74      |
| Belgija (Flandrija; Ultratop 50)       | 45      |
| Belgija (Valonija; Ultratop 40)        | 48      |
| Evropa (European Hot 100 Singles)      | 71      |
| Francija (SNEP)                        | 82      |
| Nemčija (Media Control AG)             | 62      |
| Romunija (Romanian Top 100)            | 2       |
| Švica (Schweizer Hitparade)            | 48      |
| Združeno kraljestvo (UK Singles Chart) | 193     |

## Zgodovina izidov
| Regija              | Datum            | Založba    | Format                            |
| ------------------- | ---------------- | ---------- | --------------------------------- |
| Nemčija             | 15. februar 2008 | EMI        | CD, digitalno, gramofonska plošča |
| Francija            | 25. februar 2008 | EMI        | CD, digitalno                     |
| Združeno kraljestvo | 5. maj 2008      | Parlophone | CD, digitalno, gramofonska plošča |